# Jože Osterman
Jože Osterman, slovenski politik, * 29. avgust 1947.
Med 19. februarjem 1993 in 23. februarjem 1996 je bil državni sekretar Republike Slovenije na Ministrstvu za kulturo Republike Slovenije.